# 施韦彭豪森
施韦彭豪森是德国莱茵兰-普法尔茨州的一个市镇。总面积3.05平方公里，总人口875人，其中男性450人，女性425人（2011年12月31日），人口密度287人/平方公里。